# Hotel Bareiss
Koordinaten: 48° 31′ 14,8″ N, 8° 19′ 39,9″ O
Das Hotel Bareiss ist ein Fünf-Sterne-Superior-Hotel im Baiersbronner Ortsteil Mitteltal. Das Ferienhotel wird von Hermann Bareiss und seinem Sohn Hannes betrieben. 80 Prozent der Gäste sind Stammkunden.
Im Hotel befindet sich das Drei-Sterne-Restaurant Bareiss mit Claus-Peter Lumpp als Küchenchef.

## Geschichte
1947 übernahm Hermine Bareiss (1913–1996) das Gasthaus Kranz in Mitteltal, 1950 kaufte sie einen nahen Bauplatz Im Gärtenbühl (heute Hermine-Bareiss-Weg) und erbaute dort das Kurhotel Mitteltal. Am 1. Mai 1951 wurde es mit 25 Betten eingeweiht. In den 1960er Jahren vergrößerte sie das Hotel durch ein Gästehaus mit weiteren 17 Betten, einer Hotelhalle und einem Hallenbad. 1966 holte Hermine Bareiss ihren Sohn Hermann (* 1944) ins Haus, der sich vom Koch zum Direktions-Assistenten im Hotel Bachmair am Tegernsee hochgearbeitet hatte. Sie übergab 1973 dem 29-Jährigen das Hotel. Der Anbau wurde um drei Etagen aufgestockt und das Restaurant Rôtisserie St. Hubertus ergänzt.
Im Dezember 1982 wurde das Gourmetrestaurant Bareiss mit eigener Küche eingerichtet und schon im Folgejahr unter Manfred Schwarz mit einem Michelinstern ausgezeichnet. 1984 folgte der zweite Stern, der auch von Karl-Heinz Schuhmair und Claus-Peter Lumpp verteidigt wurde. 2007 wurde unter Claus-Peter Lumpp der dritte Stern verliehen. Ende der 1980er entstand ein Freibad mit Liegefläche und eine Penthouse-Etage wurde auf dem Mitteltrakt des Hotels aufgebaut. Im Jahr 1992 benannte Bareiss das Hotel nach seiner Familie und richtete es als Ferien- und Familienhotel aus. 

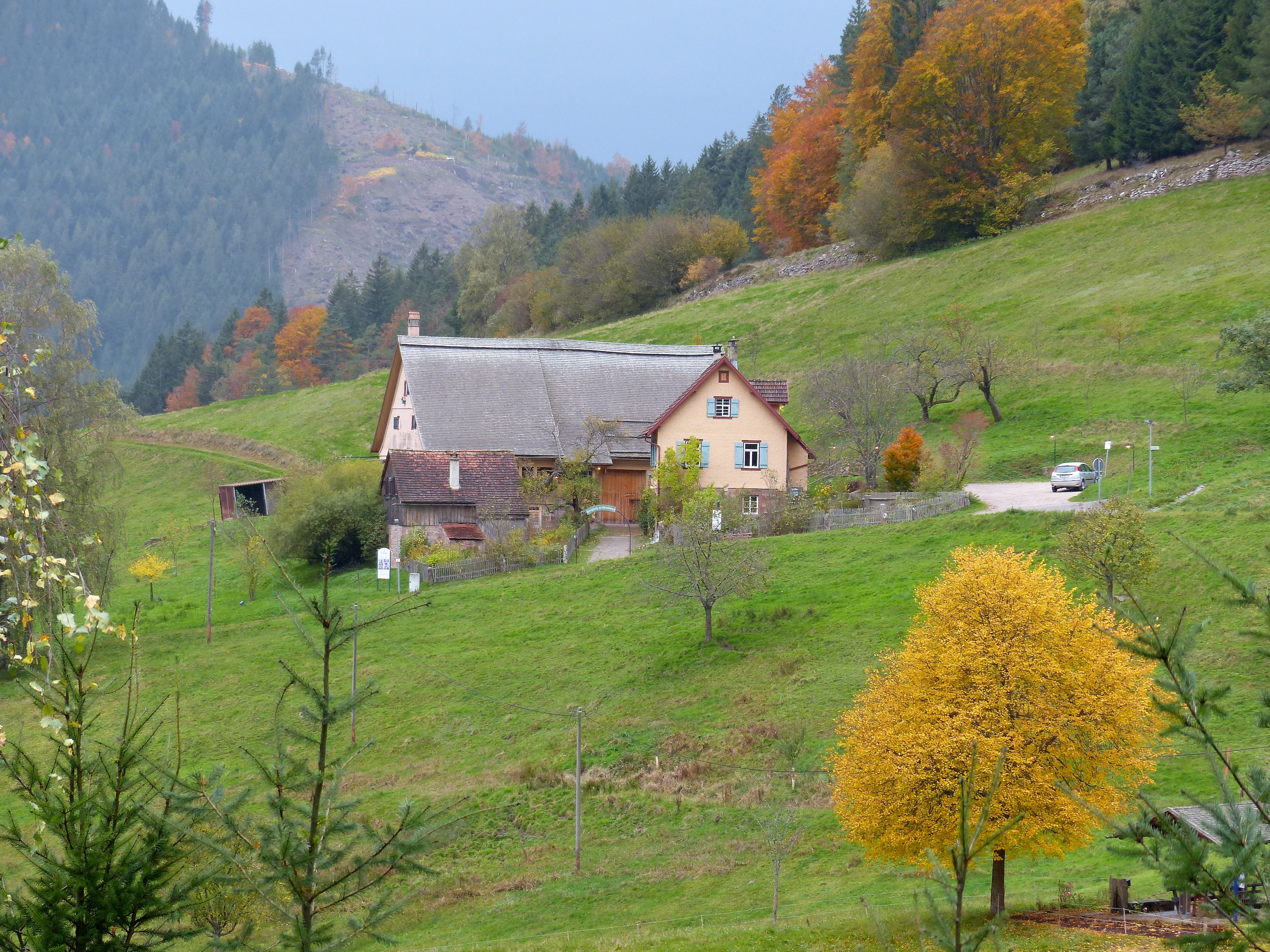
Der Morlokhof von 1789, heute zum Hotel Bareiss gehörend

2003 erwarb Hermann Bareiss den 1789 erbauten Morlokhof und ließ ihn in seinen Originalzustand zurückversetzen. Er wurde dafür mit dem Denkmalschutzpreis Baden-Württemberg 2008 ausgezeichnet. Der Hof wird für Veranstaltungen genutzt. Seit 2009 steht Hannes Bareiss (* 1980) seinem Vater zur Seite. 2014 benannte die Gemeinde Baiersbronn den Gärtenbühlweg in Hermine-Bareiss-Weg um.

## Veröffentlichungen
- H.P.O. Breuer: Bareiss: Der Unternehmer – Das Unternehmen, Matthaes Verlag 2014, ISBN 3875150902.